# 觀心寺
觀心寺（かんしんじ）是位在日本大阪府河內長野市的寺院，高野山真言宗遺跡本山。山號「檜尾山」（ひのおざん）。本尊如意輪觀音、開基（創立者）為役小角。觀心寺是楠木氏的菩提寺，是和楠木正成及南朝有淵源之寺而為人所知。正平14年（1359年），本寺是後村上天皇之行在所。此外，境內有後村上天皇檜尾陵。

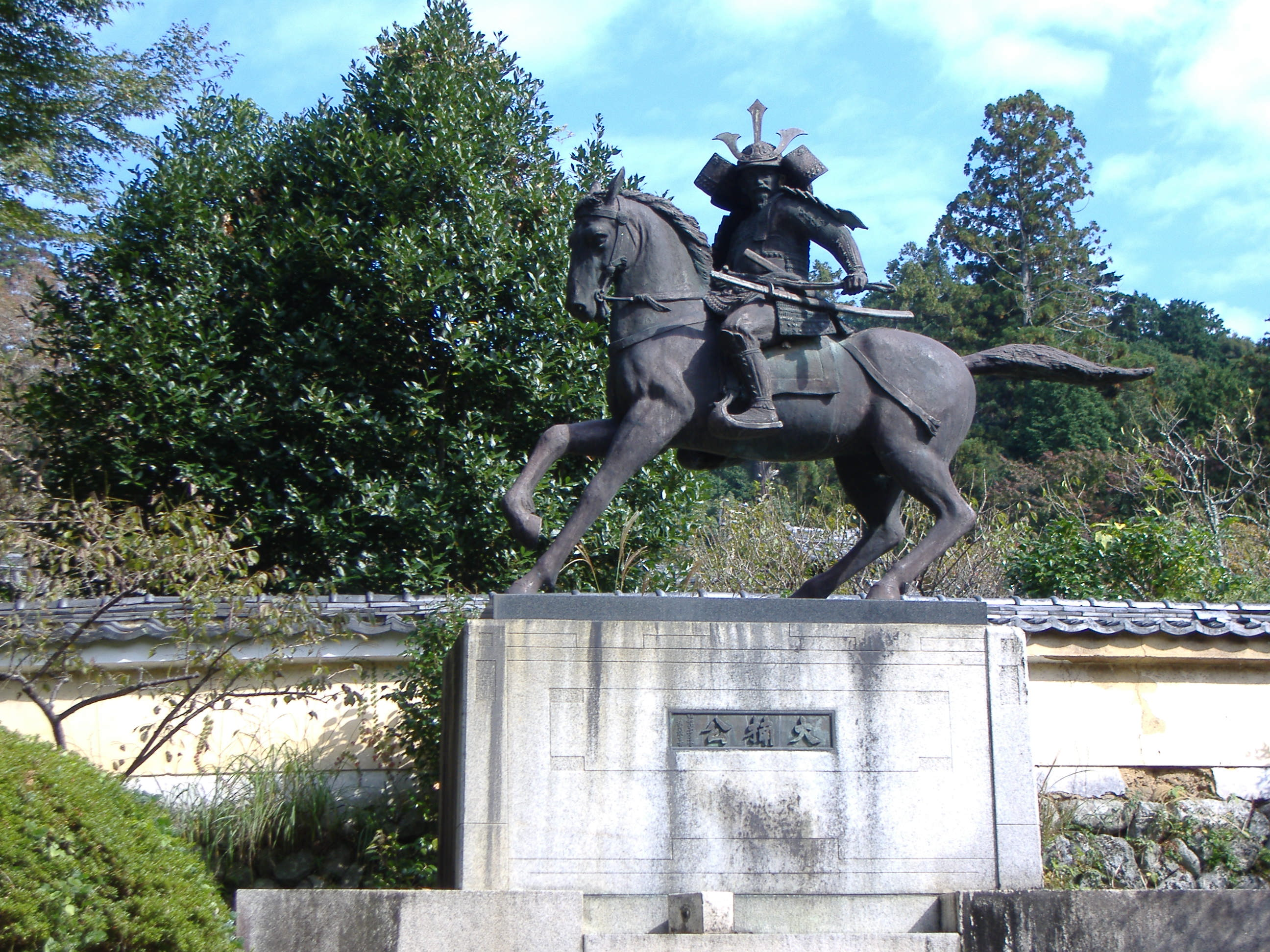
楠木正成像
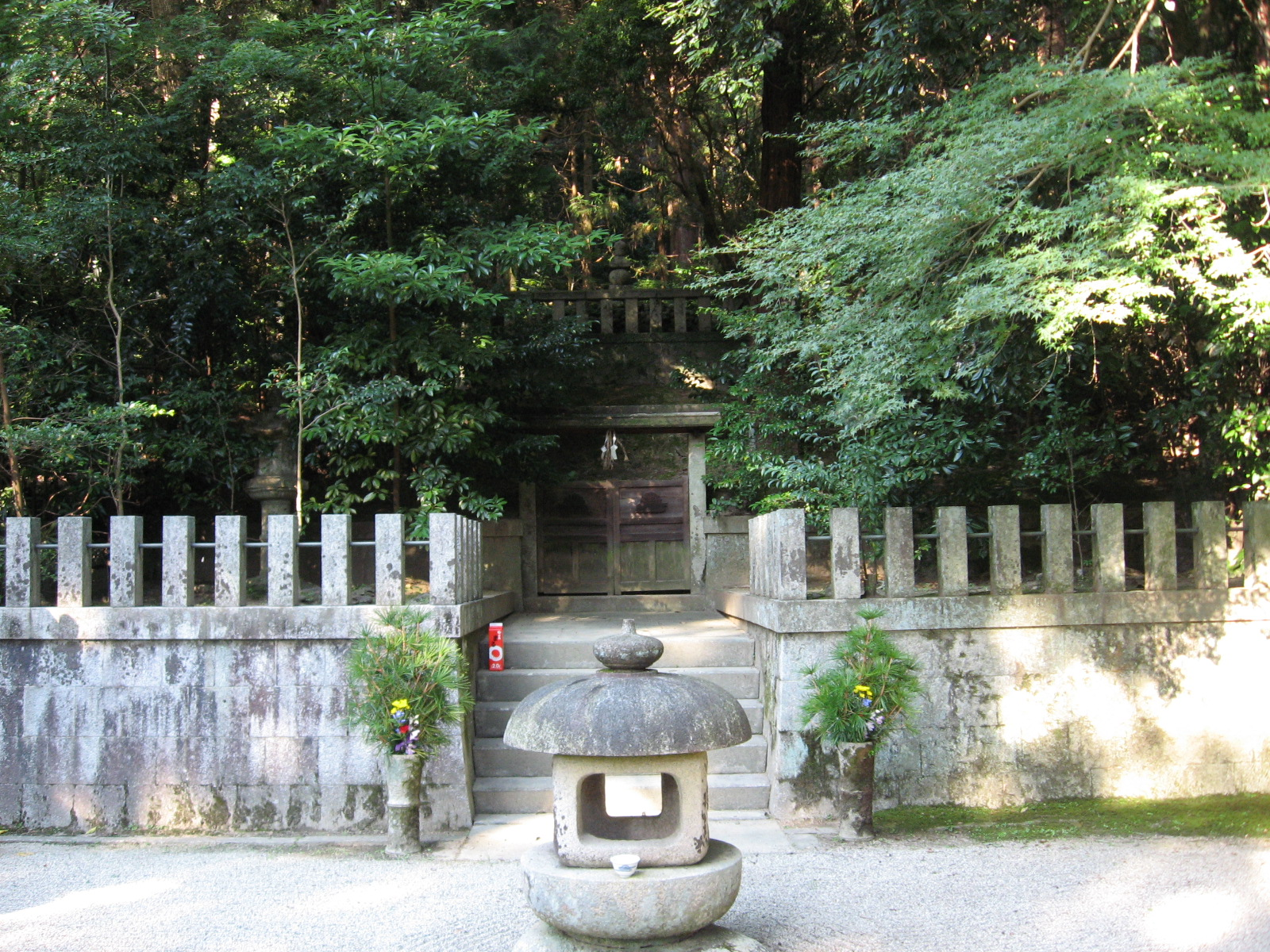
楠木正成首塚
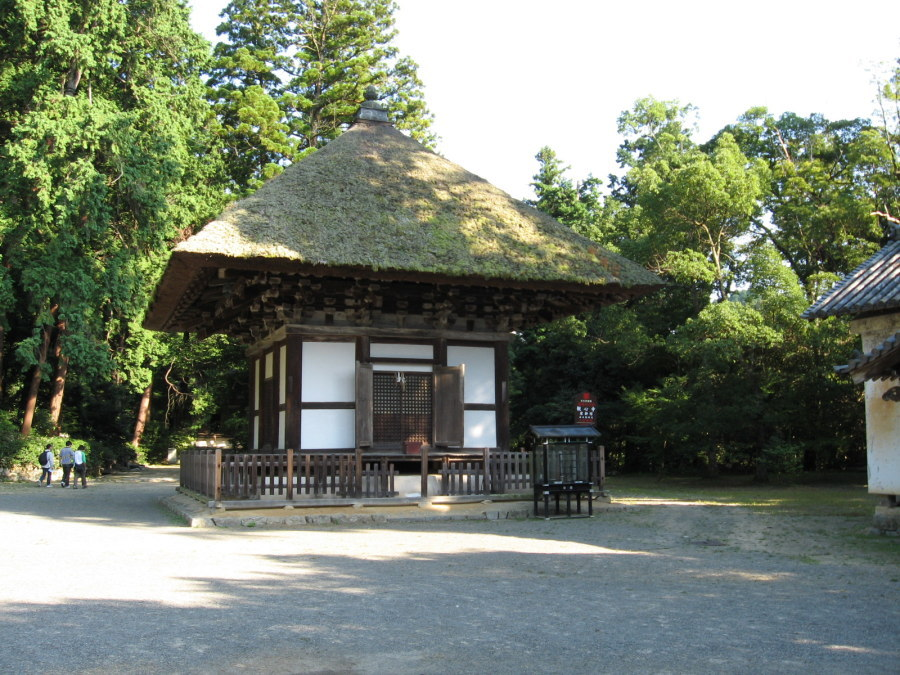
建掛塔（重要文化財）
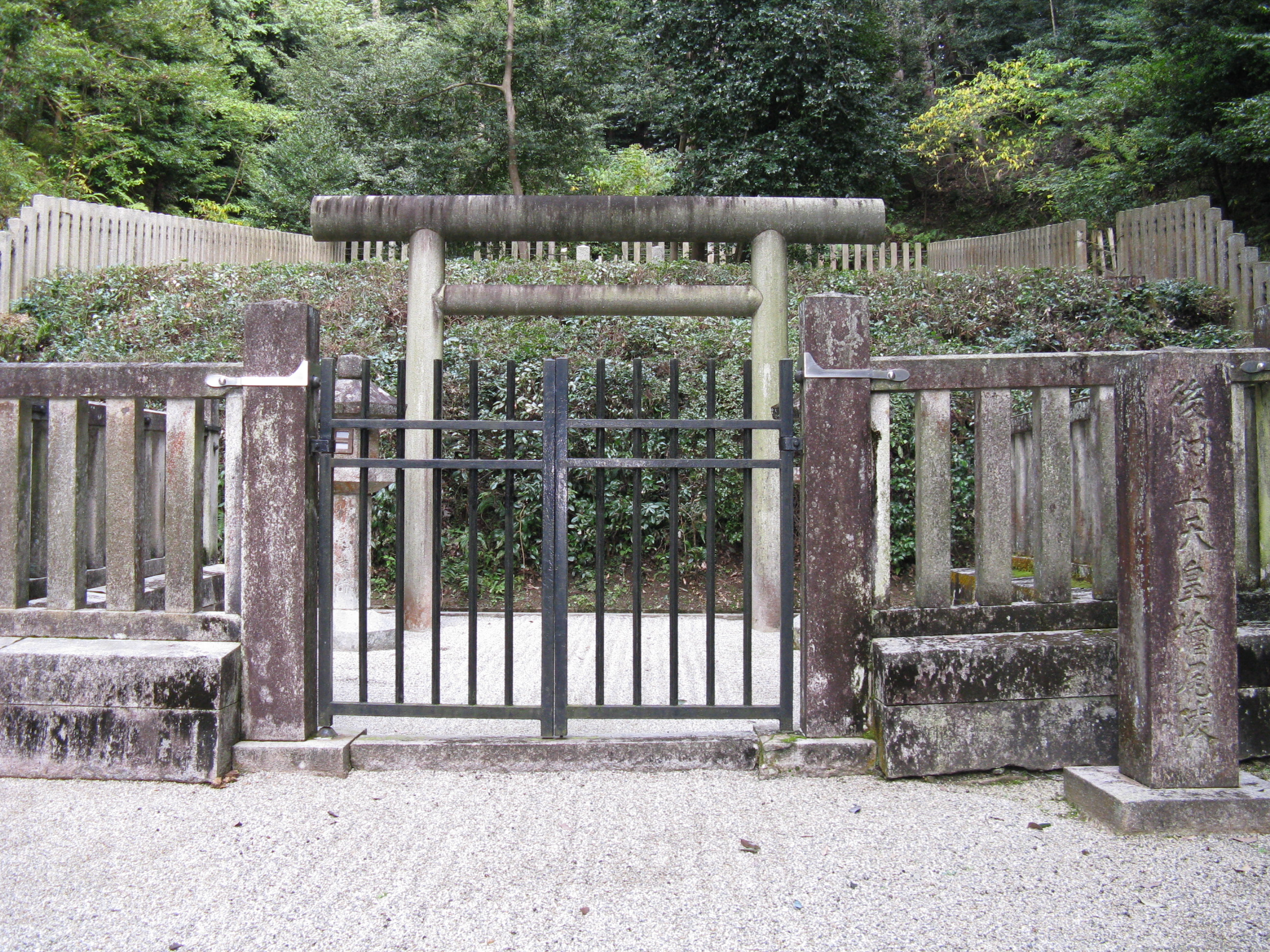
檜尾陵

## 外部連結
- 觀心寺 （页面存档备份，存于）